# Orvisel
Orvisel (Orvișele) település Romániában, a Partiumban, Bihar megyében.

## Fekvése
Tataros mellett fekvő település.

## Története
Orvisel, Orviseltanya, korábban Tataros része volt.
1930-ban 1153 lakosából 1139 román, 6 magyar, 7 cigány, 1 szerb volt.
1956-ban 1068 lakosa volt.
A 2002-es népszámláláskor 597 román lakosa volt.